# La danza (Metastasio)
La danza (deutsch: „Der Tanz“) ist ein Libretto zu einer cantata drammatica für zwei Stimmen von Pietro Metastasio. Erstmals aufgeführt wurde sie im April 1744 in der Vertonung von Giuseppe Bonno von einer Hofdame und einem Edelmann („da una Dama, e da un Cavaliere“) in der Hofburg zu Wien.

## Handlung

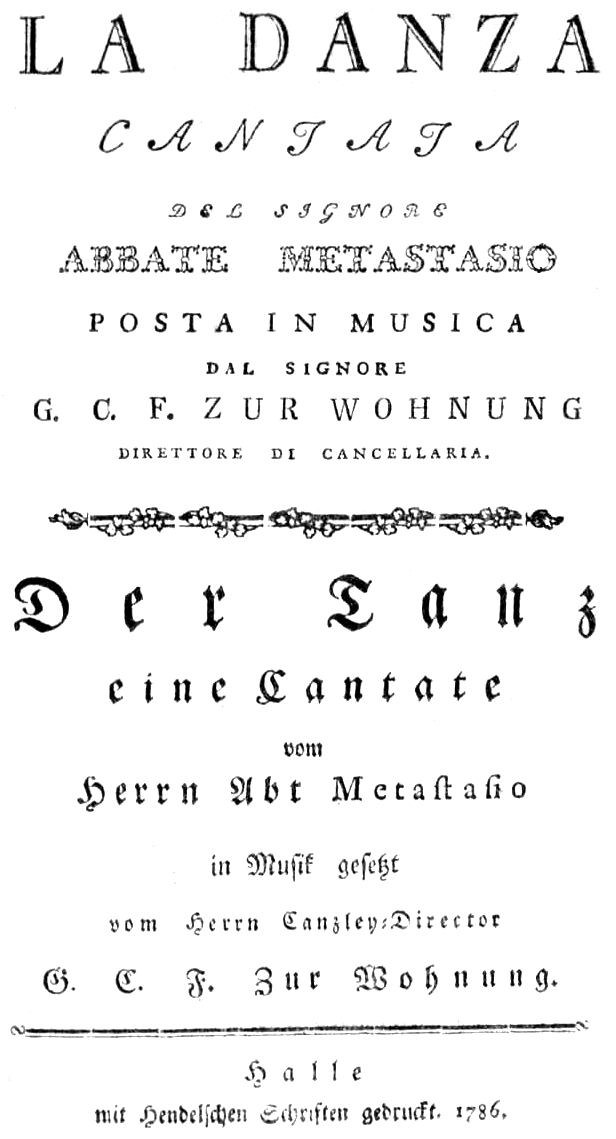
Titelblatt des Librettos, Musik von G. C. F. zur Wohnung, Halle 1786

Die beiden Charaktere des Stücks sind die verliebte Nymphe Nice und der eifersüchtige Schäferjunge Tirsi. Damit ihre Liebe geheim bleiben kann, muss Nice ohne ihn zum Ball gehen. Tirsi verabschiedet sich von ihr auf übertriebene Weise: „Ihr Götter wißt’s / Jahrhunderte erfüllen meine Klagen, / Nur Augenblicke meine Jubel!“ („Oh Dio! / Son secoli i miei pianti; / Le mie felicità son sempre istanti“). Nice versichert ihm ihre Liebe und Treue, aber dennoch kann Tirsi seine Eifersucht nicht unterdrücken: „Kann wohl ein ängstlich Herz sein Pochen unterdrücken, / Wenn falscher Sehnsucht Stürme sein Kleinod stets umbrausen? / Mags solche Herzen geben, meins ist nicht stark genug.“ („Ma chi potrebbe / Veder tranquillo al suo tesoro intorno / Sempre alcun altro insidiator novello? / Ah, se v’é, chi può farlo, io non son quello.“) Nice meint, sie sei nicht wirklich so schön, wie er sie sehe. Er könne aber stolz sein, wenn ihr Wert auch von anderen erkannt werde. Tirsi fürchtet jedoch, dass sie die Bewunderung der anderen erwidern könnte, auch wenn sie es selbst nicht sofort bemerke. Als sie nicht weiß, wie sie ihn beruhigen kann, bittet er sie um Verzeihung und fordert sie auf, zu gehen, weil er ihr nun vertrauen will. Dennoch gelingt es ihm nicht, ihre Hand loszulassen. Noch einmal will er von ihr hören, dass sie ihn liebt. Das Werk endet mit einem gemeinsamen Liebesduett: „Für Dich allein / Gabt Götter ihr – die Seufzer mir.“ („Per te solo/sola / Io son nat… as sospirar“)

## Geschichte
Metastasio selbst betrachtete dieses Werk lediglich als eine kleine Gelegenheitsarbeit, wie aus einem Brief an Farinelli hervorgeht. Sie hat keine echte dramatische Handlung, sondern besteht lediglich aus einem kurzen Gespräch, in dem Metastasio – wie schon in einigen früheren Werken – die Unterschiede zwischen Worten und Gefühlen herausarbeitet. Der Gattungsbegriff „Kantate“ führt hier etwas in die Irre. Bis zum 17. Jahrhundert wurde er noch für jede Art Gesangsmusik verwendet. Erst im Laufe der Zeit entwickelte sich die heutige Bedeutung im Sinne eines kleinen Gesangsauftritts ohne Bühnenbild oder Kostüme, das für den Konzertsaal und nicht für das Theater geschrieben wurde. Im 17. Jahrhundert gab es jedoch noch einen anderen weit verbreiteten Typ, der insbesondere in der Neapolitanischen Schule und in Frankreich sehr beliebt war und einer kleinen Oper nahekam. Diese Werke haben einen deutlich ausgeprägten szenischen Charakter. Zu diesem Typus gehören die meisten von Metastasios als „cantata“ bezeichneten Werke wie auch La danza.

## Vertonungen
Folgende Komponisten vertonten dieses Libretto:
| Komponist                  | Uraufführung                | Aufführungsort     | Anmerkungen |
| -------------------------- | --------------------------- | ------------------ | --- |
| Giuseppe Bonno             | April 1744, Hofburg         | Wien               | „cantata drammatica“ |
| Christoph Willibald Gluck  | 5. Mai 1755, Schlosstheater | Laxenburg bei Wien | GluckWV 1.18, „componimento drammatico pastorale“ zum achten Geburtstag des Erzherzogs Leopold als Einleitung zu einem Ballett; gesungen von Caterina Gabrielli (Nice) und Joseph Frieberth (Tirsi); auch am 30. Mai 1756 aufgeführt |
| Nicola Conforto            | 1756                        |                    | „componimento drammatico“ La Danza. Nice e Tirsi; enthält die Arie Che chiedi? Che brami? von Farinelli |
| Luciano Xavier Santos      | 1766, Palazzo Queluz        | Lissabon           | |
| Johann Adolph Hasse        | 1775                        | Dresden            | „Cantata“ |
| G. C. F. zur Wohnung       | vor 1786                    |                    | |
| Johann Friedrich Reichardt | 1788                        |                    | „Cantata a due voci“ |
| Friedrich Heinrich Himmel  | 1792                        | Berlin             | für Dresden komponiert |
| Niccolò Antonio Zingarelli | unbekannt                   |                    | „Cantata“ |
| Scondito duca Capece       | unbekannt                   |                    | „Cantata a 2 voci“ |
| Celli                      | unbekannt                   |                    | |
| Kanne                      | unbekannt                   |                    | „Cantata à 2 voci con Pfte“ |

## Aufnahmen und Aufführungen in neuerer Zeit
- Christoph Willibald Gluck:
  - 1983: Schallplatten-Einspielung mit dem Orchester der Warschauer Kammeroper unter der Leitung von Tomasz Bugaj. Es sangen: Ewa Ignatowicz  (Nice) und Kazimierz Myrlak (Tirsi).[16]
  - 1987: Aufführung am Teatro Comunale in Bologna[5]
  - 2001: Aufführung bei den Donaufestwochen[5]
  - 2002: Aufführung in Berching[5]
  - 2004: Aufführung beim Festival „Fränkischer Sommer“[5]
  - 2009: Aufführung beim Krumauer Festival der Kammermusik[5]
- Johann Adolph Hasse:
  - 1992: CD mit dem Ensemble Gradiva. Veronique Dietschy (Sopran), Alain Zaepffel (Kontratenor), Hiro Kurosaki (1. Violine)[17]

## Digitalisate
1. 1 2  Libretto (italienisch) der Kantate von Giuseppe Bonno als Digitalisat beim Münchener Digitalisierungszentrum. In: Opere del signor abate Pietro Metastasio, Band 1, Herissant, Paris 1780, S. 385 ff.
2. ↑  Libretto (italienisch)  der Oper von Christoph Willibald Gluck, Wien 1755. Digitalisat im Corago-Informationssystem der Universität Bologna.
3. ↑  Libretto (italienisch/deutsch) der Kantate von G. C. F. zur Wohnung, Halle 1786 als Digitalisat beim Münchener Digitalisierungszentrum.
4. ↑  Partitur der Kantate von Niccolò Antonio Zingarelli als Digitalisat im Portal Internet Culturale.